# Ksenia Konstantínova
Ksenia Semiónovna Konstantínova (en ruso: Ксе́ния Семёновна Константи́нова; 18 de abril de 1925-1 de octubre de 1943) fue una médica militar soviética que combatió en la Segunda Guerra Mundial integrada en las filas del Ejército Rojo. El 4 de junio de 1944 recibió póstumamente el título de Héroe de la Unión Soviética.

## Biografía

### Infancia y juventud
Ksenia Konstantínova nació el 18 de abril de 1925 en la pequeña localidad de Lubny en la gobernación de Tambov (Unión Soviética), en el seno de una familia de origen ruso. En 1937 ella y sus dos hermanos menores presenciaron cómo la NKVD arrestó a su padre, Semión Grigorievich, un maestro de escuela de primaria, acusado de cargos en virtud del artículo 58 tras una falsa acusación de sus colegas. Con su padre sentenciado a cinco años de prisión por ser enemigo del pueblo, Ksenia y sus hermanos fueron considerados hijos de un enemigo del pueblo, un estatus del que buscó deshacerse durante mucho tiempo, sabiendo que su padre no era culpable. Mientras tanto, su madre, Arina Semiónovna, se quedó sola para criar a sus tres hijos, por el momento.
Después de completar su séptimo grado de escuela en 1940, Ksenia ingresó en la Escuela de Obstetricia y Paramédicos de Lípetsk, de la que se graduó en 1942 antes de trabajar en un hospital en la aldea de Trubetchino. Desesperada por demostrar su valía y queriendo ayudar al esfuerzo de guerra tanto como fuera posible, se escapó de su casa en 1943 para unirse al ejército como médica, dejando una nota para su madre en la que explicaba que se sentía obligada a ir al frente.

### Segunda Guerra Mundial
Apenas tenía 18 años cuando, a principios de 1943, se unió como voluntaria en el Ejército Rojo. inicialmente fue enviada a una brigada de entrenamiento de infantería en el Distrito Militar del Volga. En mayo fue enviada al frente de guerra como médica en el 730.ª Regimiento de Fusileros de la 204.° División de Fusileros formada a partir de su brigada de entrenamiento. En julio, durante los intensos combates en el área de Kursk que finalmente obligaron a las fuerzas enemigas a retirarse treinta kilómetros, alejó a decenas de soldados heridos del fragor de la batalla, por lo que recibió su primera condecoración militar, la Medalla por el Servicio de Combate.
Durante la batalla de Kursk tuvo que ser hospitalizada brevemente después de una conmoción cerebral, pero pronto regresó al combate. Más tarde, su división fue retirada a la reserva el 25 de julio de 1943 antes de ser reorganizada como parte del 43.º Ejército en el Frente de Kalinin. Pronto vio acción durante la ofensiva para la ciudad de Demidov, donde pudieron expulsar a las fuerzas alemanas el 21 de septiembre solo una semana después de que comenzara la operación. Más tarde, su batallón sufrió fuertes bajas en la batalla por la aldea de Shatilovo el 1 de octubre, también en Smolensk. Durante la batalla, evacuó a su comandante de batallón, Iván Klevakin, después de que resultara gravemente herido en combate; luego regresó al área de combate para ayudar a más soldados heridos. Mientras estaba dando los primeros auxilios, una formación de aproximadamente 100 soldados alemanes se infiltró en las posiciones soviética para rodearlos antes de abrir fuego de ametralladoras, lo que obligó a Konstantinova a defender el carro de soldados heridos respondiendo el fuego. Hizo todo lo posible para defender a los soldados heridos bajo su cuidado, después de haber matado a, al menos, doce soldados enemigos sufrió una herida en la cabeza que la dejó inconsciente. Fue tomada como prisionera de guerra por los nazis, pero en todo momento se negó a dar información sobre la naturaleza de las operaciones militares soviéticas en la zona, por lo que fue brutalmente torturada y mutilada antes de finalmente ser apuñalada y clavada en el suelo con una estaca. Su cuerpo fue encontrado al día siguiente por sus compañeros soldados que se aseguraron de que tuviera todos los honores militares cuando la enterraran. El 9 de octubre de 1943 fue nominada póstumamente para el título de Héroe de la Unión Soviética, que se le otorgó al año siguiente.

## Premios y reconocimientos

### Condecoraciones
A lo largo de su carrera militar Konstantínova recibió las siguientes condecoraciones
|  | Héroe de la Unión Soviética (4 de junio de 1944)         |
|  | Orden de Lenin (4 de junio de 1944)                      |
|  | Medalla por el Servicio de Combate (27 de julio de 1943) |

### Reconocimientos
- Una canción compuesta por Ernst Manvelyan titulada Sister of Mercy está dedicada a Konstantinova y luego fue adaptada a una obra musical que describe su vida y muerte en combate.
- Su retrato está presente en la plaza de lo Héroes de Líptesk y en una placa conmemorativa en la escuela donde estudió; Las placas conmemorativas dedicadas a ella también están presentes en las escuelas de medicina de Yelets y Smolensk.
- Una plaza de la ciudad de Líptesk y una calle de su ciudad natal llevan su nombre.